# Cidade de Batangas
Cidade de Batangas é uma cidade de primeira classe de renda da cidade na província Batangas, nas Filipinas. De acordo com o censo de 1 maio  de  2020 possui uma população de 351 437 pessoas e 87 196 domicílios.